# 深圳大学法学院
深圳大学法学院是深圳大学的下属学院，前身为深圳大学法律系（成立于1983年）。

## 历史沿革
- 1983年，9月，深圳大学成立法律系，著名法学家高铭暄出任首任法律系主任[1]。
- 1996年，深圳大学成立社会学系。
- 1997年，法律系、社会学系组建为深圳大学法学院。
- 2005年，获批社会工作本科专业[2]。
- 2009年，7月，成立港澳基本法研究中心，为深圳大学相对独立机构，挂靠在法学院[3]。

- 2010年，成立深圳大学知识产权学院[4]。
- 2015年，6月，社会学系调入心理与社会学院[5]。
- 2018年，3月，国家知识产权培训（广东）基地在深圳大学揭牌[6]。
- 2019年，5月，社会学系回归法学院管理[7]。
- 2020年，5月，与深圳市纪委监委、深圳市司法局合作共建深圳大学合规研究院[8]。
- 2021年，8月，法学院整体搬迁至深圳大学丽湖校区[9]；9月，社会学系再次从法学院分离，调入政府管理学院[10]。
- 2022年，1月，与华商律师事务所签约开办华商精英律师实验班[11]；7月，入选中国内地20家法律硕士专业学位（国际仲裁）研究生培养单位[12]。
- 2024年，1月，入选首批教育部涉外法治人才协同培养创新基地；与西南政法大学开启交换生项目；6月，深圳大学科技与法律研究院揭牌成立，获评广东省社科联重点研究基地，与金诚同达律师事务所合作开办涉外法治实验班；9月，获批法学一级学科博士点[13]。
- 2025年，2月，由深圳市司法局、深圳市前海管理局、深圳大学共同发起的粤港澳大湾区涉外律师学院成立。

## 学院治理

### 学院管治团队
| 院长 - 熊伟 | 党委书记 - 马文泽 |

| 党委副书记 - 林济霖 | 副院长 - 叶海波 | 副院长 - 宋旭光 | 副院长 - 周卫 | 副院长 - 陈梦 |

### 教研室
- 法学理论与法制史教研室
- 宪法与行政法教研室
- 刑法教研室
- 民商法教研室
- 知识产权法教研室
- 诉讼法教研室
- 经济法教研室
- 国际法教研室

### 委员会
- 教授委员会
- 人力资源工作委员会
- 学位评定分委员会
- 教学指导分委员会
- 学术委员会

## 专业设置
| 专业 | 学位     | 英文名称         | 缩写  | 首办年份 | 学制         | 简述 |
| ---- | -------- | ---------------- | ----- | -------- | ------------ | --- |
| 法学 | 法学学士 | Bachelor of Laws | LL.B. | 1983年   | 四年全日制   | 学士课程，并与金诚同达律师事务所开设“涉外法治实验班”。                                                                     |
| 法学 | 法学硕士 | Master of Laws   | LL.M. | 1998年   | 三年全日制   | 学术型硕士课程，区分国际法学、宪法学与行政法学、刑法学、经济法学、民商法学、法学理论、诉讼法学、知识产权法学合计八个方向。 |
| 法学 | 法律硕士 | Juris Master     | JM    | 2007年   | 三年非全日制 | 专业型硕士课程。 |
| 法学 | 法学博士 | Doctor of Laws   | LL.D. | 2024年   | 三年全日制   | 学术型博士课程。 |

## 知名学者
- 高铭暄：当代中国著名法学家和法学教育家，新中国刑法学的主要奠基者和开拓者，中国国际刑法研究开创者，深圳大学法律系首任系主任。
- 李泽沛：深圳大学法律系系主任，国际法及香港基本法学者。
- 董立坤：深圳大学法学院首任院长，国际私法、香港基本法学者。
- Jim Arkell：美国法学者及德克萨斯州执业律师，深圳大学模拟法庭比赛的奠基者和开拓者，长期组织学生参与杰赛普国际法模拟法庭辩论赛、威廉维斯国际模拟商事仲裁庭比赛（英语：Willem C. Vis Moot）、红十字国际人道法模拟法庭比赛（英语：Hong Kong Red Cross International Humanitarian Law Moot）。
- 应飞虎：经济法学学者， 前深圳大学教授，获第六届全国十大杰出青年法学家。
- 刘俊：经济法学学者，深圳大学特聘教授，曾任西南政法大学副校长、深圳大学法学院院长（2020年-2023年）。
- 熊伟：财税法学学者，深圳大学法学院院长、特聘教授，曾任武汉大学教授、新疆大学法学院院长，“长江学者奖励计划”青年学者。

## 知名院友
| 法律界 - 戴伟群—前国家三级高级法官，深圳市罗湖区人民法院前副院长 - 庄家紫—84法律，中伦律师事务所前合伙律师、仲裁员 - 李亚轩—84法律，华商律师事务所合伙律师 - 滕海迪—98法律，金杜律师事务所合伙律师 - 薛冰—02法律，汉坤律师事务所合伙律师 法学界 - 田晓萍—94法律，深圳大学法学院副教授 - 张淑钿—95法律，深圳大学法学院副教授 - 齐砺杰—98法律，深圳大学法学院副教授 - 周游—05法律，中央财经大学法学院副教授 | 政界 - 林少兵—84法律，前法官，深圳市坪山区人大常委会副主任 - 黄险峰—86法律，深圳市南山区政协副主席 - 姚文胜—90法律，南方科技大学党委副书记、纪委书记 - 李成都—90法律，中共阳江市委常委、纪委书记、监察委员会主任 - 蔡淡宏—03法学，深圳市南山区人民政府副区长 商界 - 陈耿—90法律，浙江民营企业联合投资股份有限公司董事、总裁、投资决策委员会主任 其他 - 陈锦花—活跃于志愿服务，曾获得深圳五星级义工、深圳市红十字会优秀志愿工作者、深圳市百名优秀义工等称号。 |

## 学术范论

### 学院排名
- 2017年，全国第四轮教育部学科评估：法学学科获评B-[14]。

### 学生比赛
深圳大学法学院自2005年开始先后组织学生参与杰赛普国际法模拟法庭辩论赛、威廉维斯国际模拟商事仲裁庭比赛、红十字国际人道法模拟法庭比赛、曼弗雷德•拉克斯国际空间法模拟法庭竞赛、国际刑事法院中文模拟法庭比赛。
- 2007年2月9日，深圳大学法学院代表队于“杰赛普国际法模拟法庭辩论赛第五届中国区赛”中荣获第九名，团体二等奖的第一名，最佳诉状奖第一名，深圳大学法学院代表罗璇获最佳辩手奖[15]。
- 2010年3月4日，深圳大学法学院代表队于“杰赛普国际法模拟法庭辩论赛第八届中国区赛”中荣获冠军，深圳大学法学院代表王龙波获最佳辩手奖[16]。在3月21日至3月27日，深圳大学远赴美国华盛顿参加全球总决赛，并获得诉状全球第九名的佳绩，被授予由国际著名法学教授EVANS先生命名的ALONA E.EVANS 最佳诉状奖，这也是中国大陆的代表队第一次获得由主办方颁发的奖项[17]。
- 2016年2月19日，深圳大学法学院代表队于“杰赛普国际法模拟法庭辩论赛第十四届中国区赛”中荣获团队三等奖，深圳大学法学院代表温勃获最佳辩手奖第四名，李桢桢获最佳辩手奖第六名[18]。